# Manuel González Prada
Manuel González Prada, född 6 januari 1844 i Lima, död där 22 juli 1918, var en peruansk författare. Han började som romantiker med Espronceda och Bécquer som förebilder, men blev småningom desperat pessimist. Hans passionerade och sarkastiska lynne framträder starkt i Páginas libres (1894), där han riktar hänsynslösa utfall mot Valera och Castelar. Till hans övriga verk hör Horas de lucha (1908) och den något sentimentala verssamlingen Minusculas.